# Beech Ridge Motor Speedway
Beech Ridge Motor Speedway est un circuit de course automobile ovale de 1/3 de mille (536m) situé à Scarborough, Maine aux États-Unis, à mi-chemin entre Portland et Old Orchard Beach.
En opération depuis 1949, la piste a été en terre battue de 1949 à 1986, asphaltée depuis 1987.
Sous sanction NASCAR, elle présente une programmation hebdomadaire locale en plus de recevoir la visite des séries ACT Tour, PASS North et Modified Racing Series.

## Vainqueurs ACT Tour
- 13 septembre 1992 Dave Whitcomb
- 10 juillet 1993 Pat Corbett
- 25 juillet 2009 Brian Hoar
- 24 juillet 2010 Joey Polewarczyk, Jr.
- 30 juillet 2011 Jeff Taylor
- 28 juillet 2012 Austin Theriault
- 17 août 2013 Eddie MacDonald
- 9 août 2014 Nick Sweet
- 8 août 2015 Brad Babb

## Vainqueurs PASS North
- 10 septembre 2006 Cassius Clark
- 30 septembre 2006 Ben Rowe
- 26 juin 2009 Adam Bates
- 12 septembre 2010 Johnny Clark
- 30 avril 2011 Johnny Clark
- 9 juillet 2011 Lonnie Sommerville
- 18 septembre 2011 Johnny Clark
- 5 mai 2012 Joey Doiron
- 7 juillet 2012 Scott Dragon
- 16 septembre 2012 Ben Rowe
- 4 mai 2013 D.J. Shaw
- 6 juillet 2013 Cassius Clark
- 15 septembre 2013 Austin Theriault
- 3 mai 2014 Mike Rowe
- 5 juillet 2014 Joey Doiron
- 14 septembre 2014 Derek Ramstrom
- 2 mai 2015 Bryan Kruczek
- 11 juillet 2015 David Oliver